# Recherche et innovation en Wallonie
La santé de l’économie wallonne dépend pour une large part de la capacité d’innover et de la recherche et développement des entreprises. La part des dépenses totales en R&D atteint environ 2 % du PIB wallon, mais l’objectif est de tendre vers les 3 % d’ici 2010. L’objectif n’est pas seulement budgétaire : il s’agit aussi de mieux articuler les différentes actions menées par les acteurs de la recherche, et surtout d’afficher sans tarder une volonté politique claire.

## 13 000chercheurs enWallonie
Selon les chiffres ministériels, les huit institutions universitaires wallonnes occupent plus de 7 000 chercheurs, sans compter ceux qui œuvrent dans les centres de recherche associés aux instituts supérieurs industriels.[Quand ?] En outre, 1 000 scientifiques travaillent dans une trentaine de centres de compétence technologique implantés dans la région. Si l'on y ajoute plus de 4 000 scientifiques actifs dans les entreprises innovantes, l'effectif des sciences et des techniques en région wallonne approche les 13 000 chercheurs. La plupart de ces chercheurs disposent d'un statut médiocre et d'un avenir loin d'être assuré.
Ce potentiel devrait être renforcé, car la résolution européenne de Barcelone doit amener la Wallonie à augmenter d'ici 2010 ses moyens de recherche de 50 % dans le secteur public et de 40 % dans les entreprises, ce qui se traduira, à condition bien sûr que les promesses soient tenues, ce qui reste largement à voir, par le recrutement de plusieurs milliers de chercheurs supplémentaires.[Passage à actualiser]
Pour la ministre, « seul un investissement massif dans la recherche et la valorisation de ses résultats permettra de créer les activités nécessaires à la satisfaction des besoins économiques et sociaux de la Wallonie (et) cette dynamique ne pourra être enclenchée et menée à bien que si elle emporte l'adhésion de tous.»

## Participation wallonne aux programmes de recherche européens
Principal instrument de financement de la recherche mis en œuvre par l'Union européenne, le programme-cadre de recherche européen (PCRD) s'adresse tant aux universités et centres de recherche qu'aux entreprises (petites, moyennes ou grandes). Le programme actuel (7e PCRD) se clôturera le 31 décembre 2013. Il est doté d'un budget global de 50 milliards d'euros et a pour principaux objectifs de renforcer la compétitivité de l'industrie européenne et de contribuer à construire l'Espace européen de la Recherche.
Le NCP-Wallonie informe sur les développements du 7e PCRD. Il conseille les acteurs wallons de la recherche et leur fournit une aide personnalisée pour leur projet de recherche européen.

## C.R.I.W.: Centre Relais Innovation de Wallonie
Le CRIW fait partie d'un réseau européen de 71 Centres Relais Innovation mis en place depuis 1995 par la Commission européenne. Ce réseau est intégré dans le programme spécifique "Structurer l'espace Européen de la Recherche" du 6e Programme-cadre. Le principal objectif du C.R.I.W. est de promouvoir auprès des entreprises, et particulièrement les PME, l'Innovation, l'exploitation des résultats de la recherche et, surtout, le transfert de technologie transnational. Le Centre Relais Innovation de Wallonie (C.R.I.W.) est un consortium formé par :
- la Direction Générale des Technologies, de la Recherche et de l’Énergie (D.G.T.R.E.) du Ministère de la Région Wallonne. Elle assure la coordination et agit comme catalyseur des potentiels présents dans le consortium. Son rôle consiste notamment à définir les actions à mener en fonction des besoins et des intérêts exprimés par les entreprises et aussi, à définir les créneaux porteurs du tissu industriel wallon ;
- le Groupement d’Intérêt Économique des Centres d’Entreprises et d’Innovation wallons (G.I.E.-C.E.I.). Spécialisé dans le montage et l’accompagnement de projets. Il prend en charge notamment les dossiers émergents recueillis à la suite des enquêtes chez les PME, des visites en entreprises et des contacts téléphoniques. Il les accompagne ensuite dans la démarche d’assistance à la préparation et à l’élaboration de projets d’innovation ou de transfert de technologie, à caractère transnational.

Le C.R.I.W. s'adresse aux entreprises wallonnes de manière générale mais, plus particulièrement, aux PME du tissu industriel wallon désireuses d'accéder à l'Innovation technologique (capacité de produire, d'assimiler et d'exploiter avec succès une nouveauté technologique) sur la scène européenne ou d'établir des transferts de technologie (cession de licence, intégration de nouvelles technologies, valorisation de résultats de recherche…) au niveau transnational. Sa stratégie se caractérise par une prise en compte systématique de la recherche d'opportunités technologiques transnationales (offres ou demandes), en relation avec la composition du tissu industriel et la situation économique wallonne.

## Compétences scientifiques et technologiques
Deux grandes catégories d'institutions participent, en Région wallonne, au développement des connaissances scientifiques et aux progrès technologiques nécessaires au développement économique et social régional.
- Les universités et hautes écoles au sein desquelles la Wallonie dispose d'équipes de recherche internationalement reconnues.
- Les centres collectifs de recherche qui réalisent des travaux de recherche de base et développent des activités de veille scientifique et technologique orientés vers les besoins d'un ensemble d'entreprises.

La Région wallonne confie également aux opérateurs de recherche la mission de promouvoir, diffuser, valoriser les nouvelles connaissances scientifiques et technologiques et de les rendre ainsi plus accessibles aux utilisateurs potentiels, principalement les entreprises. Tant dans les universités et hautes écoles que dans les centres collectifs de recherche agréés, des "portes d'accès" aux ressources scientifiques et technologiques disponibles ont été mises en place.
- En ce qui concerne les universités et hautes écoles, la valorisation économique des résultats de la recherche est prise en charge par les cellules de valorisation et d'interface. Chaque université francophone dispose d'une telle structure tandis qu'une interface unique, l'ADISIF, assure la valorisation des compétences détenues par l'ensemble des Hautes écoles implantées en Wallonie.

- Au sein des centres de recherche, la promotion des nouvelles technologies est assurée par des guideurs technologiques. Ingénieurs de haut niveau, ils ont notamment pour mission de sensibiliser les entreprises, et les PME en particulier, à l'intérêt que représentent les nouveaux développements technologiques dans leur domaine de compétences.

## Cellules de valorisation et d'interface
- Cellule Valorisation de la Recherche des Facultés universitaires Notre-Dame de la Paix de Namur
- Service de Valorisation de la Recherche de la Faculté polytechnique de Mons
- Service de Valorisation de la Recherche de l' Université de Mons-Hainaut
- Interface de l' ADISIF
- Interface de l' Université libre de Bruxelles
- Cellule de Valorisation de la Faculté universitaire des sciences agronomiques de Gembloux
- Administration de la Recherche de l' Université catholique de Louvain
- Interface de l' Université de Liège

## Les clusters wallons
Le clustering est une forme innovante d'organisation entrepreneuriale basée sur le principe de la mise en réseau. Elle vise à permettre qu'un nombre significatif d'entreprises d'un secteur déterminé puisse répondre de manière adéquate, rapide et compétitive aux défis de leur environnement industriel. C'est-à-dire que le Cluster met à disposition des services et des compétences et qu'il favorise la rencontre de PME et les positionne par rapport à la concurrence ; c'est donc un état d'esprit pour développer les affaires.
Pour renforcer sa compétitivité dans des secteurs pour lesquels la Région wallonne dispose déjà d'un potentiel, le Gouvernement wallon a décidé, dans le cadre du Plan Marshall, de développer une politique de pôles de compétitivité. Cette politique vise à développer un secteur d'activité porteur pour la Région afin qu'il puisse atteindre un niveau d'excellence tel qu'il engendre une dynamique de croissance nouvelle et permette de positionner la Wallonie sur le plan international.
Les pôles de compétitivité :
1. Le pôle Aéronautique et Spatial
2. Le pôle Agro-industrie
3. Le pôle Sciences du vivant
4. Le pôle Transport et logistique

Ensuite des clusters ont été définis :
- Le cluster aéronautique
- Cluster Auto-Mobilité
- Cluster Céramique
- Cluster Déchets Solides
- Cluster éco-construction
- Cluster espace
- Cluster nutrition
- Cluster recherche clinique
- Cluster TIC (Technologies de l'Information et de la Communication)
- Cluster Transport & Logistique

### Quelques exemples de projets
- Projet 3WSA du pôle Aéronautique et spatial visant le développement des applications au sol des informations spatiales (satellites de télédétection et satellites de géo positionnement (GALILEO)). Le pôle de compétitivité Aérospace, constitué par les clusters Espace et Aéronautique, veillera à structurer le positionnement de l'ensemble des acteurs wallons dans ce champ d'activités très porteur.
- Projet Biowall du pôle agro-industrie : le but de ce projet de recherche est de développer des plastiques identiques ou aux propriétés identiques aux pétroplastiques mais à partir de matières premières renouvelables et aptes à se dégrader après utilisation.
- Projet « Translogistic » du pôle transport-logistique : ce pôle, qui s'est résolument appuyé sur le cluster « transport et logistique Wallonie, a voulu centrer un de ses projets-phares sur la multimodalité dont chacun s'accorde à reconnaître l'importance pour la croissance économique. Leur projet porte sur le développement d'un système intégré pour la gestion temps réel du trafic fret multimodal (essentiellement à partir du transport ferroviaire via le développement des corridors de fret).
- Projet « Keymarker » du pôle sciences du vivant. Centré sur les pathologies du cancer, des maladies inflammatoires et des maladies du cerveau, le but du projet KEYMARKER est d'identifier de nouveaux types de molécules (gènes ou protéines) dont la présence est étroitement liée à la maladie et à son évolution. La présence de ces biomarqueurs sera mise en évidence et suivie par les techniques les plus récentes d'imagerie médicale (PET scan par exemple).

## Les guideurs technologiques
La guidance technologique, nouvelle tarte à la crème du jargon techno-scientiste[non neutre], a pour objet la réalisation, pour des entreprises qui sollicitent l'expertise scientifique ou technique du centre de recherche, de prestations de service qui consistent en des audits technologiques de problèmes liés à des procédés ou produits, et en des conseils d'orientation vers des compétences technologiques. Elle vise donc la promotion de l'innovation technologique dans les entreprises.
La guidance est supportée par une activité de veille technologique consiste à permettre au centre de recherche de se tenir en permanence informé des progrès scientifiques et techniques survenus, en Belgique et à l'étranger, dans des domaines qui sont de sa compétences et qui présentent un haut potentiel d'innovation industrielle.
Actuellement, la Région wallonne subventionne environ quarante guideurs, chacun spécialisé dans une technologie pointue. Ces guideurs sont des ingénieurs seniors de haut niveau.
À l'heure actuelle, les services de guidance technologique soutenus par la Région portent sur les domaines suivants : la transformation du bois, la céramique et le verre, la technique des plasmas, les revêtements organiques, le recyclage des déchets industriels, l'utilisation et le développement des technologies de l'information et de la communication, l'e-business via l'utilisation de systèmes ouverts, l'application innovante de matériaux polymères, la mise au point de microdamiers d'ADN, l'identification et le traitement des polluants émis par les matériaux en milieux confinés, l'instrumentation optoélectronique, l'identification et la caractérisation de géosmines dans l'alimentation, la captation d'énergie solaire par les micro-algues, les textiles techniques et les paratextiles, la prévention et la maîtrise des risques liés aux contaminants chimiques, la qualité des produits textiles, l'extraction et la purification d'extraits naturels, l'emballage et le conditionnement, la conception et la réalisation d'outils et de matériel hydroélectroniques, l'interprétation physique des champs de contraintes rencontrés dans les processus industriels, l'assemblage d'éléments métalliques minces, la conception, réalisation et réparation d'assemblages soudés, la mise en œuvre des matériaux métalliques, monolithiques et composites, l'esthétique et l'économie des matériaux métalliques, la rénovation des bâtiments, les techniques de mise en œuvre en menuiserie, la mise en œuvre des bétons spéciaux, la climatisation et le confort intérieur de bâtiments, l'E-collaboration dans le processus de construction, la réparation du béton, l'acoustique dans le bâtiment, le verre dans le bâtiment, les travaux d'infrastructure (géotechnique, sols industriels), les technologies de traitement des matières solides primaires et secondaires, le prototypage rapide, la conception de produits et engineering des matériaux, l'injection de pièces techniques, Smart mechanics & processus, la productique intégrée, la traçabilité des produits, les traitements de surface, l'égouttage.

## Les aides
Les aides financières constituent un des principaux leviers mis en œuvre par la Région wallonne pour atteindre ses objectifs en matière de recherche, de développement et d'innovation technologique.
Les dispositifs d'aide mis en place s'adressent à trois grandes catégories d'acteurs :
1. Pour les entreprises, il s'agit de les aider à innover sur le plan technologique en soutenant la mise au point de nouveaux produits, procédés et services, l'acquisition de nouvelles technologies et le renforcement de leur potentiel scientifique et technologique.
2. Pour les opérateurs de recherche — universités, hautes écoles, centres de recherche — il s'agit de permettre aux équipes de chercheurs de développer leurs compétences et leur expertise scientifiques et technologiques au service du tissu industriel wallon, de promouvoir les échanges entre monde scientifique et monde industriel et d'aider les acteurs wallons à s'insérer dans les réseaux européens et internationaux de recherche.
3. Pour les organisations de diffusion des sciences et des techniques, il s'agit les aider à mettre en œuvre des projets destinés à sensibiliser le grand public, et les jeunes en particulier, à l'évolution des sciences et des techniques et à valoriser les métiers qui y sont associés.

## Prométhée
Dans le cadre des fonds structurels européens 1995-1999, le programme Prométhée visait à définir les actions prioritaires et les réformes à mettre en œuvre pour stimuler la dynamique d'innovation en Wallonie et comportait trois chantiers dont les objectifs peuvent être définis comme suit :
- Chantier 1 : mieux connaître le potentiel d'innovation de la Wallonie ;
- Chantier 2 : favoriser les partenariats et les synergies par la mise en œuvre de grappes d'innovation ;
- Chantier 3 : organiser un réseau d'offres de compétences adapté aux besoins des entreprises et un cadre porteur d'innovation. Il s'agissait dans ce cadre de mener une réflexion en profondeur sur trois thèmes :

1. L'organisation de la recherche et des structures d'appui qui ont pour mission de soutenir l'innovation dans la région (centres de recherche collectifs et assimilés, interfaces…) ;
2. La valorisation des résultats de la recherche universitaire
3. L'accès au financement public et privé pour les projets à risque.

## Prométhée II
Via le Fonds FEDER, la Commission européenne a décidé de cofinancer le Programme d'actions innovatrices de la Région wallonne intitulé Prométhée II, pendant une période minimale de deux ans couvrant les années 2004 et 2005. Le budget du programme, d'un montant de six millions d'euros, est financé pour moitié par la Région wallonne et pour moitié par l'Union européenne. Le cadre du programme Prométhée II est de permettre la réflexion sur la R&D (Recherche et Développement) en Wallonie.
Deux thèmes stratégiques ont été choisis pour leur importance particulière dans la politique de reconversion économique du Gouvernement wallon : « L'économie régionale fondée sur la connaissance et l'innovation technologique » et « eEuropeRegio, la société de l'information au service du développement régional ».
En effet, dans la « Déclaration de politique régionale 2004-2009 » (rien depuis ?), le Gouvernement wallon a rappelé sa volonté de soutenir une politique de recherche et d'innovation efficace et intégrée d'une part, tout en renforçant d'autre part, l'accessibilité de tous aux outils de la société de l'information.
L'objectif général du programme est de contribuer à l'intégration de la Région wallonne dans la société de l'information par la mise en œuvre de mesures innovantes visant à accroître la valorisation du potentiel scientifique et technologique wallon en faveur du développement économique de la Région et de permettre l'accès aux TIC à un plus grand nombre de TPE/PME, de demandeurs d'emplois, de travailleurs et de citoyens.
Prométhée II vise à mieux inscrire la Wallonie dans la société de l'information en promouvant l'utilisation des TIC par les citoyens et les entreprises. Il s'attache plus particulièrement aux objectifs suivants :
- renforcer la compétitivité des entreprises en les incitant à davantage recourir aux TIC ;
- réduire la fracture numérique tant sociale que territoriale par une action de proximité auprès des publics défavorisés et une action de coaching auprès des entreprises.

## Prix wallon de l'innovation technologique
Le prix wallon de l'innovation technologique est l'héritier du grand prix de l'innovation en Wallonie, initié dans les années 1980 et relancé au printemps 2005 à l'initiative du Conseil wallon de la politique scientifique (CPS), cette récompense entend souligner le dynamisme et la créativité d'entreprises innovantes. Il est soutenu par le ministre de la Recherche, des technologies nouvelles et des relations extérieures de la Région wallonne, et la Direction générale des Technologies, de la recherche et de l'énergie (DGTRE). Désormais bisannuel, le concours est doté d'un montant global de 7 500 euros. Les prix de l'innovation sont ouverts à toute entreprise ayant au moins un siège d'exploitation en Région wallonne.

### Des leaders mondiaux
En remettant leur prix respectif aux entreprises lauréates à Namur le 10 octobre 2005, le ministre a souligné que celles-ci avaient quelques points communs entre elles et les autres entreprises nommées : d'être des leaders mondiaux dans leur branche, d'être financées par du capital à risque, de bénéficier des services de l'Agence wallonne à l'exportation (AWEX) et, pour la plupart, de participer au 6e programme-cadre européen de recherche-développement.

### Trois lauréats en 2005
La société KitoZyme gagne le prix dans la catégorie spin-off. Cette entreprise de Herstal, près de Liège, qui fêtera son cinquième anniversaire en décembre prochain, est née de l'Université de Liège et a maîtrisé un processus de production de biopolymères végétaux d'origine fongique, respectueux de l'environnement et utilisables dans plusieurs applications à haute valeur ajoutée, tels que les systèmes d'administration de médicaments, les produits cosmétiques, l'aide à la lutte contre l'obésité ou le cholestérol ou encore la clarification du vin.
Delta Services industriels (Dsi) emporte la palme de la jeune entreprise innovante. Située à Orcq, près de Tournai, et créée au printemps 2000, Dsi a mis au point des techniques de radiotraçages qui permettent d'optimaliser les moteurs à combustion interne, les lubrifiants et leurs additifs en analysant leur fonctionnement en temps réel. Cette mesure en continu permet aussi le suivi de la dégradation des systèmes de dépollution des gaz d'échappements. Les centres de recherches de grandes marques automobiles figurent parmi ses clients.
Free Field Technologies est couronnée comme entreprise chevronnée alors qu'elle n'est guère plus âgée que ses deux colauréates, puisqu'elle a été fondée en 1998 à Louvain-la-Neuve. Son produit phare est un logiciel de simulation acoustique qui permet de reproduire les mécanismes complexes de génération et de propagation du bruit et des vibrations. Ce logiciel, baptisé Actran, est utilisé notamment dans l'industrie automobile et aéronautique — c'est ainsi qu'il a servi à optimiser le comportement de l'Airbus A380.

### Les autres projets nommés
- La société Delphi Genetics (Charleroi) : produits innovants et des services originaux – gestion des brevets – dans le domaine des biotechnologies. Elle a développé une innovation unique au monde, Staby-Express, commercialisée sous formes d'une dizaine de kits de biologie moléculaire qui permettent notamment de produire par fermentation des protéines recombinantes d'une manière beaucoup plus efficace qu'avec les technologies existantes. L'ambition de la firme est de conquérir une place privilégiée sur le marché de production de protéines et d'ADN recombinant, en croissance soutenue.
- La société Nanocyl (Sambreville) : nanotubes de carbone, un matériau du futur qui présente des propriétés extraordinaires. Ils sont utilisés dans une large gamme d'applications : écrans plats, protection anti-feu, blindages balistiques, etc. La société, qui est le plus grand producteur européen de nanotubes d'une pureté élevée avec une production quotidienne de quinze kilos, cherche de nouveaux débouchés dans l'industrie chimique, dans le secteur de l'aérospatiale, de l'automobile et de l'électronique, entre autres.
- La société Belrobotics (Genval) : tondeuse Bigmow qui est à la fois autonome, silencieuse et non polluante et qui recharge ses batteries sans intervention humaine.
- La société Intelligent Software Company (Arquennes) : système de planification avancée qui s'est concrétisé par le progiciel Li3 commercialisé depuis 2003 après avoir été testé dans une douzaine de sociétés de différents secteurs. Construite sur des concepts novateurs et des algorithmes originaux, la suite Li3 permet aux gestionnaires de planifier, de gérer et de contrôler les ressources et les activités de leur entreprise, avec une véritable aide à la prise de décision. Le progiciel a déjà séduit Janssen Pharmaceutica, le groupe 4 Falck et les Aéroports de Paris.
- La société C.P. Bourg (Court-Saint-Étienne) : développement et fabrication de machines de finition pour l'imprimerie, particulièrement dans le secteur de l'automatisation du traitement du papier. Une de ses dernières innovations est une thermorelieuse de feuilles à dos carré qui permet la fabrication de livres de format et d'épaisseur variables à très haute cadence — plus de 500 exemplaires à l'heure — sans aucun réglage manuel préalable. Commercialisée depuis 2004, cette machine a déjà été vendue à 172 exemplaires dans le monde entier.
- MACtac Europe (Soignies) : auto-adhésifs destinés à l'imprimerie, la décoration, le marquage, la photo, l'imagerie numérique et diverses autres industries, comme l'ameublement, l'électronique et l'automobile. Entre autres innovations, la firme a développé des films autocollants spéciaux anti-graffiti destinés aux véhicules de transport public. Ce procédé permet d'éliminer les graffiti d'une manière économique et écologique, sans altérer la peinture originale des véhicules. Ce film spécial protège notamment 12 000 voitures des chemins de fer italiens et 30 rames du métro bruxellois.

### Dans le Hainaut
- L'innovation dans le Hainaut